# Hindenburg (film)

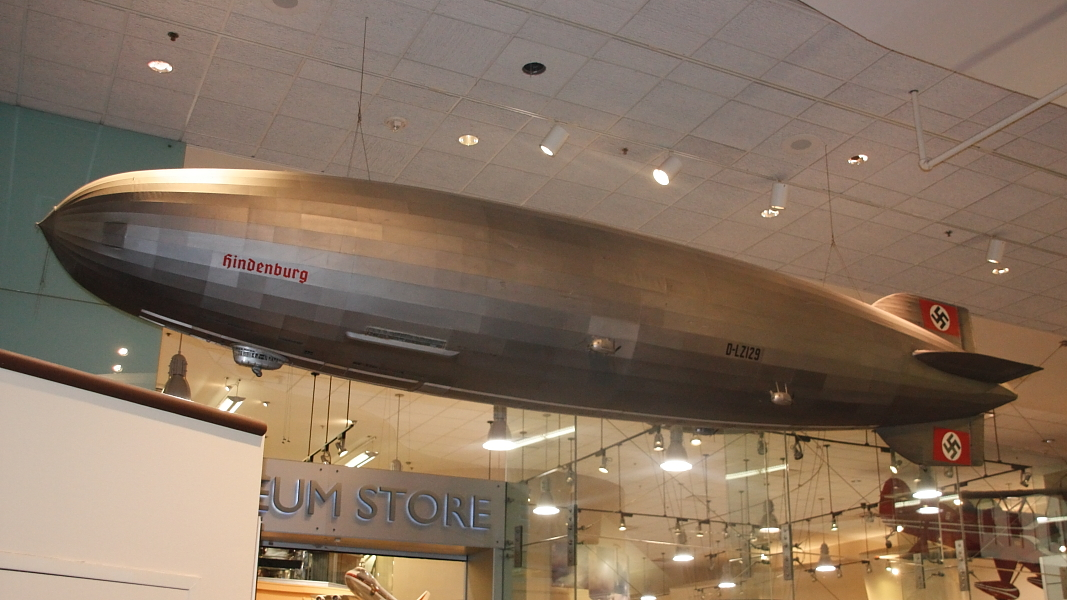
Model folosit în filmul din 1975 „Hindenburg”, expus acum în fața magazinului muzeului de la Muzeul Național al Aerului și Spațiului.

Hindenburg (titlul original: în engleză The Hindenburg) este un film dramatic american, realizat în 1975 de regizorul Robert Wise, după romanul omonim al scriitorului Michael Mooney care a stat la baza scenariului, protagoniști fiind actorii George C. Scott, Anne Bancroft, Roy Thinnes și Gig Young.
Filmul relatează ultima călătorie și distrugerea dirijabilului de transport german LZ 129 „Hindenburg” în 1937. De dragul suspansului, este inclusă și o poveste fictivă bazată pe speculații despre un atac asupra aeronavei.

## Rezumat
Avertizată de amenințări și pentru a verifica zvonul că un sabotor ar putea împiedica călătoria dirijabilului Hindenburg în America și ar putea distruge acest simbol important al celui de-al Treilea Reich, Gestapoul l-a însărcinat pe colonelul din Luftwaffe Franz Ritter să monitorizeze securitatea aeronavei și, în același timp, a plantat un agent printre pasageri.
Multe lucruri par suspecte și, în cursul investigațiilor, un membru al echipajului îi mărturisește lui Franz Ritter că a ascuns la bord o bombă care ar fi trebuit să explodeze după aterizare. Ritter, care însuși nu este deloc mulțumit de politica regimului nazist, este indecis și încearcă să câștige timp.
Cu puțin timp înainte de a ateriza în Lakehurst, New Jersey, el se decide să caute mai departe bomba. Conform amenințărilor, aceasta este programată să explodeze la 90 de minute după aterizare, dar aterizarea este mult întârziată. Franz Ritter încearcă să evite catastrofa, dar prea târziu. El și alți 35 de oameni mor în flăcări.

## Distribuție
- George C. Scott – colonelul Franz Ritter
- Anne Bancroft – contesa Ursula
- William Atherton – Boerth
- Roy Thinnes – Martin Vogel
- Gig Young – Edward Douglas
- Burgess Meredith – Emilio Pajetta
- Charles Durning – căpitanul Pruss
- Richard A. Dysart – căpitanul Lehmann
- Robert Clary – Joe Spah
- René Auberjonois – maiorul Napier
- Peter Donat – Reed Channing
- Alan Oppenheimer – Albert Breslau
- Katherine Helmond – Mildred Breslau
- Joanna Moore – domnișora Channing
- Stephen Elliott – Capt. Fellows
- Joyce Davis – Eleanore Ritter
- Jean Rasey – Valerie Breslau
- Ted Gehring – Knorr
- Kip Niven – lt. Truscott
- Herbert Nelson – dr. Heckener
- Peter Canon – dr. Ludecke
- Joe Turkel – detectivul Moore

## Premii și nominalizări
- 1976 Premiul Oscar
  - Cea mai bună editare sonoră (Oscar Special) lui Peter Berkos
  - Cele mai bune efecte vizuale (Oscar Special) lui Albert Whitlock și Glen Robinson
  - Nominalizare la Cea mai bună imagine lui Robert Surtees
  - Nominalizare la Cele mai bune decoruri lui Edward C. Carfagno și Frank R. McKelvy
  - Nominalizare la Cel mai bun sunet lui Leonard Peterson, John A. Bolger Jr., John L. Mack și Don Sharpless.